# Constituciones de Anderson
Las Constituciones de Anderson son el inicio de la moderna francmasonería especulativa. Redactadas por el pastor James Anderson y por Jean Théophile Désaguliers, se aprobaron y se publicaron en 1723.[cita requerida]
Las Constituciones de Anderson reflejan por primera vez la condición de los masones especulativos, tras la tradición de los masones operativos de los siglos anteriores. El nombre con el que se publicó es Constitución de los Francmasones. El documento original se modificó posteriormente, en 1738 y en 1813.[cita requerida]

## Historia

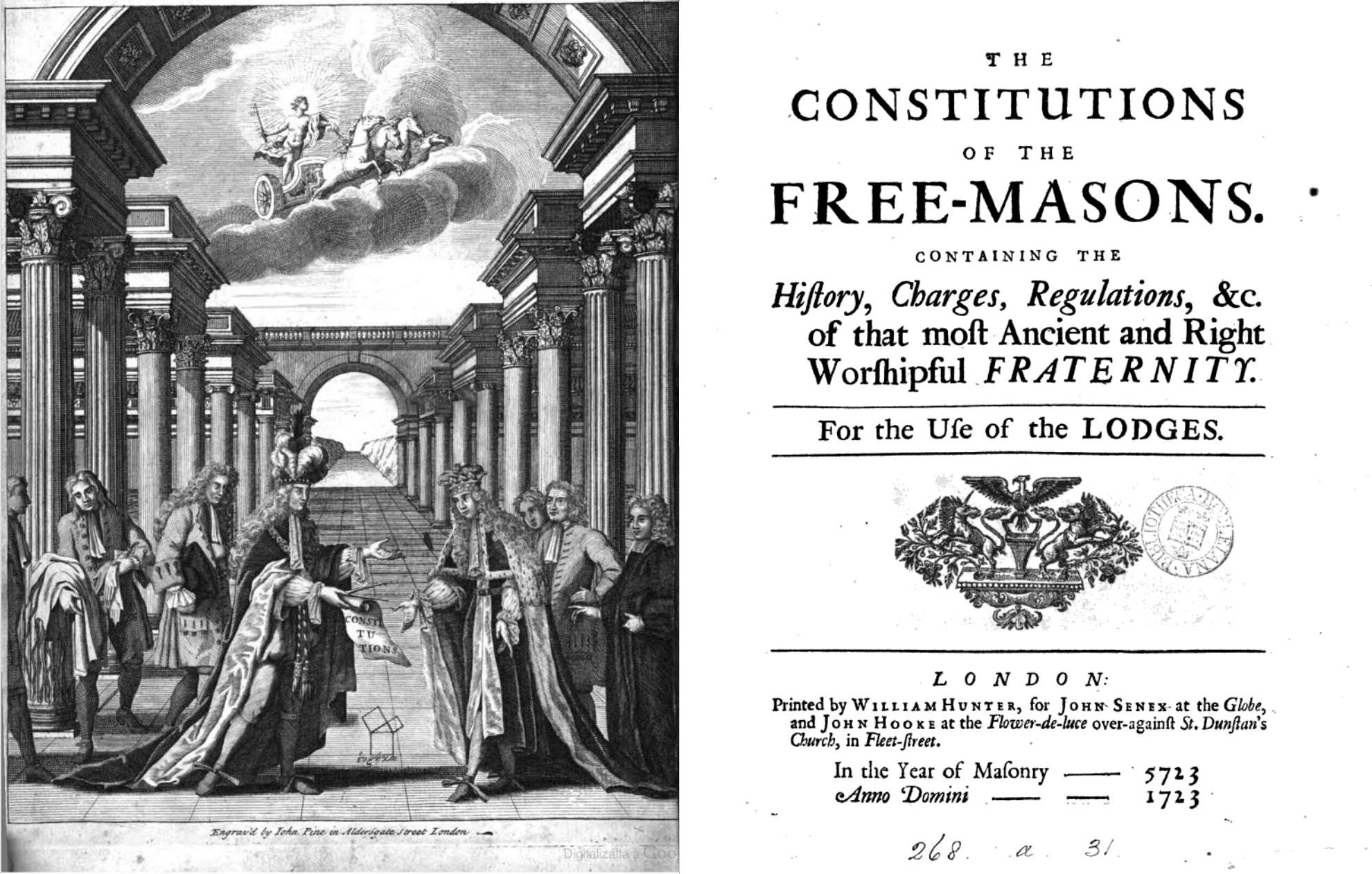
Constituciones de Anderson, 1723.

Según los Orígenes de la masonería, de José Schlosser, en el Londres de 1717 había cuatro logias entre muchas existentes integradas por muy pocos constructores y muchos hermanos "aceptados" (en el sentido de 'admitidos' o 'adeptos' -dentro de las logias de masones operativos- sin ser del oficio) en cuyos "talleres" encontraban refugio lícito para comer bien, brindar mejor e intercambiar libremente y sin opresión sus ideas liberales. John Locke, con su Ensayo sobre el entendimiento humano, publicado unos cincuenta años antes de la fundación de la Gran Logia de Londres, había abierto las puertas a una nueva forma de considerar al ser humano, ya no como un elemento del régimen patriarcal de la Edad Media, sino como un miembro de un guilda o gremio necesario para autoprotegerse y ejercer un influjo constructivo y beneficioso sobre la sociedad.[cita requerida]
Son los albores de la Ilustración y comienza a imponerse una concepción laica y antropocéntrica. El ser humano vale como individuo y no como integrante de una familia o de un gremio. El inglés Francis Bacon había proclamado ya la preeminencia de la investigación científica y René Descartes había lanzado su revolucionario "Pienso, por lo tanto existo". Dos corrientes laicas, el empirismo y el racionalismo, dominaban el pensamiento filosófico.[cita requerida]
Se unieron, pues, y formaron una Gran Logia, cuyo primer Gran Maestro fue Anthony Sayer, que en su único año de Veneratura solamente logró integrar otras dos logias al incipiente cuerpo. Le sucedió George Payne. Luego, en 1719, Jean Théophile Désaguliers, principal redactor de las Constituciones; en 1720, se reeligió a George Payne; en 1721 y en 1722, a Juan, Duque de Montagú; finalmente, en 1723, a Felipe, Duque de Wharton, de tan importante actuación en la creación de la masonería española.
George Payne era un activo y emprendedor anticuario que dio a los trabajos un ritmo extraordinario, amplió el número de miembros y se dedicó a reunir y compilar documentos y manuscritos referidos a la historia, usos y reglamentos de la antigua masonería operativa.[cita requerida]
Cabe pensar que en la elección de James Anderson no influyeron solamente sus virtudes intelectuales y su título de doctor en filosofía, sino también su calidad como predicador presbiteriano que le permitía un diálogo adecuado con los masones católicos irlandeses, los anglicanos ingleses y los presbiterianos escoceses, temerosos de las reformas que se proponían.
Corría el año 1721, y el duque de Montagú encargó las Constituciones al pastor Anderson para que modificase lo recopilado por Payne en los dos años anteriores (en los que además fue Gran Maestro).[cita requerida]
Al parecer, Anderson era hijo de un miembro de la logia escocesa de Aberdeen (de la que había sido secretario). Y la base del trabajo de Anderson fueron el Poema Regius (1390) y el Manuscrito Cooke (1410), amén de los documentos recopilados por Payne y pertenecientes a los masones de las logias de Londres. Payne entregó a Anderson las Constituciones Góticas, el conjunto de más de un centenar de pergaminos y libros de diversos países de Europa (Italia, Francia, Alemania, Escocia, Inglaterra), así como el mencionado Poema Regio, de 1390, y el Manuscrito de Cooke, de 1410. Payne redactó inicialmente las treinta y nueve Ordenanzas generales. Él fue quien le entregó a James Anderson sus notas para la revisión de sus trabajos, con el fin de que aquellas Antiguas Ordenanzas se adecuaran a la nueva organización.[cita requerida]
Anderson terminó el trabajo en el mismo año 1721 y presentó su informe en la tenida (reunión masónica) del equinoccio de otoño (23 de septiembre de 1721). Su trabajo fue revisado de inmediato por una comisión formada por 14 miembros de la Gran Logia. Esta comisión expidió sus conclusiones en la Asamblea del equinoccio de primavera (25 de marzo de 1722), aconsejando su aprobación con algunas pequeñas modificaciones. El informe de la comisión lo aprobaron, por unanimidad, las 24 logias presentes en esa asamblea. Las Constituciones definitivas se presentaron en el año 1723, y las firmaron el Gran Maestro, el duque de Wharton y el Gran Maestre Diputado (el propio Anderson).[cita requerida]

## Contenido
Las Constituciones de Anderson comprenden cuatro partes:

### I. Parte histórica
Se trata de 48 párrafos o parágrafos (algunos de los cuales faltan o se doblan en el texto original) que refieren la historia legendaria de la francmasonería hasta la creación de la Gran Logia de Londres en 1717 y la elección de sus primeros grandes maestros.

### II. Parte de los «Deberes»
La parte de los Deberes u Obligaciones (depende de la traducción) contiene unas reglas morales y de costumbres en cuanto a la persona misma del masón, de la vida en la logia y de la sociabilidad masónica. Se divide en seis puntos:
- De Dios y la Religión
- Del Magistrado civil
- De las Logias
- De los Venerables, Supervisores, Compañeros y Aprendices
- De la dirección de los oficios durante los trabajos
- De la Tenida (esto es, "reunión masónica"), es decir:
  - Dentro de la logia cuando constituida
  - Cuando la logia está cerrada y los hermanos no han partido
  - Cuando los hermanos se reúnen sin extraños, pero no en logia
  - En presencia de extraños no masones, en la casa o en la vecindad, y respecto a un hermano desconocido.

### III. Parte de los «Reglamentos generales»
En principio compilados por George Payne, estos reglamentos generales organizan en 39 artículos la primera obediencia masónica, presidida por un gran maestro y un colega de los oficiales. También describen su función respectiva y la naturaleza de su nombramiento en cabeza de la obediencia.
Los reglamentos generales concluyen con una «Aprobación» que hace estado del primer proceso verbal donde el Duque de Montagu es designado «Gran maestro» por las logias inglesas y sus venerables maestros.

### IV. Parte de los «Cantos»
La parte de los «Cantos» versifica la parte histórica. Se compone de cuatro cantos (uno para los maestros, otro para los supervisores, otro para los compañeros y otro para los aprendices) y unas recomendaciones de uso.
«Adán, primero de la especie humana, / creado con la Geometría / grabada en su real espíritu / instruyó pronto a su descendencia / Caín y Seth, que mejoran entonces / la ciencia liberal / y arte de la Arquitectura / que ellos amaban / y comunicaron a sus hijos.» ("Canto de los maestros").

## Sentido y significado
De una forma simbólica se hace constar en las Constituciones que a partir de entonces ya no será la catedral un templo de piedra a construir, sino que el edificio que habrá de levantarse será la catedral del Universo, es decir, la misma Humanidad.
El trabajo sobre la piedra bruta destinada a convertirse en cúbica, es decir, apta a las exigencias constructivas, será el hombre, quien habrá de irse puliendo en contacto con sus semejantes a través de una enseñanza en gran parte simbólica. Cada útil o herramienta de los picapedreros recibirá un sentido simbólico: la escuadra, para regular las acciones; el compás, para mantenerse en los límites con todos los hombres, especialmente con los hermanos masones. El delantal, símbolo del trabajo, que con su blancura indica el candor de las costumbres y la igualdad; los guantes blancos que recuerdan al francmasón que no debe jamás mancharse las manos con la iniquidad, etc.
La Masonería se convertía, pues, en el lugar de encuentro de hombres de cierta cultura, con inquietudes intelectuales, interesados por el humanismo como fraternidad, por encima de las separaciones y de las oposiciones sectarias, que tantos sufrimientos habían acarreado a Europa: la Reforma, por una parte, y la Contrarreforma, por otra. Les animaba un espíritu universalista y el deseo de encontrarse en una atmósfera de tolerancia y fraternidad. El artículo fundamental de las Constituciones de 1723 lo subraya claramente al afirmar que "Aun cuando en los tiempos antiguos los masones estaban obligados a practicar la religión que se observaba en los países donde habitaban, hoy se ha creído más oportuno no imponerle otra religión que aquella en que todos los hombres están de acuerdo, y dejarles completa libertad respecto a sus opiniones personales. Esta religión consiste en ser hombres buenos y leales, es decir, hombres de honor y de probidad, cualquiera que sea la diferencia de sus nombres o de sus convicciones."
Otro artículo precisa que cuando los trabajos están cerrados y los hermanos se hallan reunidos fuera de la logia, pueden dedicarse a placeres inocentes evitando los excesos de todo género, y sobre todo absteniéndose de decir y de hacer cosa alguna que pudiere herir o romper la buena armonía que entre todos debe reinar siempre. Por esta razón, no deben llevarse a estas reuniones odios privados, ni motivo alguno de discordia y, sobre todo, deben evitarse en absoluto las discusiones sobre religión y política, sobre nacionalidad, puesto que los masones, como antes hemos dicho, no profesan otra religión que la universal, y que pertenecen a todos los pueblos, a todas las lenguas, ...
Este apartado ha dado lugar a un cierto malentendido, ya que de la recomendación de Anderson que se refiere al momento "cuando la Logia esté cerrada, pero estando aún reunidos los hermanos", algunos masones han hecho una interpretación extensiva al momento en que la Logia está organizada, prohibiendo en ella la discusión sobre determinados temas.

## De la conducta

### En la Logia Organizada
No se debe instruir comisión particular alguna, ni entablar negociación sin haber obtenido la autorización del maestro; no debe tratarse ninguna cuestión inoportuna o inconveniente; ni interrumpir la palabra del maestro o de los inspectores o de cualquier hermano que sostenga diálogo con el maestro. Tampoco deben emplearse frases jocosas mientras la Logia se ocupe de asuntos serios, ni usar en caso alguno lenguaje poco honesto, y en todas las ocasiones debe darse al maestro, a los inspectores y compañeros el término del respeto que merecen, y que todos les deben.
Si se presenta una queja contra un hermano, el culpable debe someterse al juicio y a la decisión de la Logia, que es el tribunal real, a menos que corresponda su conocimiento a la Gran Logia. En tales casos debe cuidarse de que no interrumpan por estas causas los trabajos del propietario, y si llegase a ocurrir una suspensión forzosa, debe tomarse una decisión con arreglo a las circunstancias. Tampoco debe recurrirse a los tribunales de justicia para ventilar asuntos de la Masonería, a no ser que la Gran Logia reconozca y declare ser de indispensable necesidad.

### Conducta que debe observarse cuando la Logia esté cerrada, pero estando aún reunidos los hermanos
Los hermanos pueden dedicarse a placeres inocentes, y regulares, según los medios de cada cual, pero procurando evitar los excesos de todo género, sobre todo en la mesa. También deben abstenerse de decir y hacer cosa alguna que pudiere herir o romper la buena armonía que entre todos debe reinar siempre; por esta razón, no deben llevarse a estas reuniones odios privados ni motivo alguno de discordia y, sobre todo, deben evitarse en absoluto las discusiones sobre religión y política, sobre nacionalidad, puesto que los masones, como antes hemos dicho, no profesan otra religión que la universal, y que pertenecen a todos los pueblos, a todas las lenguas, y son enemigos de toda empresa contra el gobierno constituido; la falta de observancia de estos preceptos ha sido y será siempre funesta para la prosperidad de las Logias.
En todo tiempo, la observancia de este artículo del reglamento se ha impuesto con gran severidad, y más especialmente después de la reforma de la Iglesia de Inglaterra, cuando el pueblo inglés se retiró y separó de la comunidad de la Iglesia Romana.

### Reglas de conducta, cuando los hermanos se encuentran fuera de la Logia y sin la presencia de extraños
Deben saludarse amistosamente, y según está dispuesto, darse el nombre de hermanos, comunicarse recíprocamente las noticias que puedan serles útiles, teniendo cuidado de no ser observados ni oídos; deben evitar toda pretensión de elevarse sobre los demás, y dar a cada uno la manifestación de respeto que se otorgarían a cualquiera que no fuese masón; porque aun cuando todos los masones en calidad de hermanos están en la misma altura, la Masonería no despoja a nadie de los honores de que goza antes de ser masón; antes al contrario, aumenta estos honores, principalmente cuando se ha merecido por el bien de la cofradía, que debe honrar a aquellos que son acreedores, y anatematizar las malas costumbres.

### Conducta que debe observarse delante de los que no son masones
Deben los masones ser circunspectos en las palabras y sus obras, a fin de que los extraños, aun los más observadores, no puedan descubrir lo que no es oportuno que aprendan; algunas veces debe aprovecharse el giro que toma la conversación, para hacer recaer ésta en la cofradía, y hacer con tal motivo su elogio.

### Reglas de conducta que deben observarse por los masones en su propia casa y entre sus vecinos
Los masones deben conducirse como conviene a un hombre prudente y moral, y no ocuparse de los asuntos de la logia con la familia, con los vecinos, con los amigos; y no perder de vista, en ningún caso, que el honor propio y el de la cofradía están unidos; por razones que no podemos exponer aquí, no deben descuidarse los propios intereses, permaneciendo ausente de su casa después de las horas de la logia; evítense igualmente la embriaguez y las malas costumbres, para que no se vean abandonadas las propias familias, ni privadas de aquello que tienen derecho a esperar de los masones, y para que éstos no se vean imposibilitados para el trabajo.

### Conducta que debe observarse con un hermano extranjero
Toda querella, toda discordia, todo propósito calumnioso, toda maledicencia; no permitáis que en vuestra presencia se ataque la reputación de un hermano respetable, en tal caso defenderlo para prestarle este servicio en tanto que lo permitan vuestro honor y vuestros intereses; y si algún hermano os perjudica de cualquier modo, debéis llevar vuestra queja a vuestra logia o a la de dicho hermano, apelando si es preciso a la Gran Logia en la asamblea trimestral, y en último término a la asamblea anual, según la buena y antigua costumbre observada por nuestros antepasados en todos los países. No debéis intentar proceso alguno, a menos que el caso no pueda resolverse de otra forma, y debéis acoger con deferencia los consejos amistosos del maestro y de vuestros compañeros, si tratan de evitaros que comparezcáis en juicio delante de extraños; en todo caso, debéis procurar presentar todos los medios para facilitar la acción de la justicia, a fin de que podáis ocuparos con toda tranquilidad de los asuntos de la cofradía.
En cuanto a los hermanos y compañeros que tengan entre sí algunas diferencias, los maestros y los hermanos pedirán consejo a los hermanos que conozcan el derecho, para proponer un arreglo amistoso, que las partes en litigio aceptarán con reconocimiento. Si estos medios produjesen resalto, se aceptará sin demora el entrar en él, con objeto de que todos sientan la influencia bienhechora de la Masonería. De este modo han obrado siempre, desde el principio todos los buenos y fieles masones y así obrarán los que nos sucedan en lo porvenir.
Solo debes creer en el espíritu que hay en uno mismo y en el Gran arquitecto en contraposición al imitador.